# Bobadela (Loures)
Bobadela é uma vila portuguesa que foi sede da extinta Freguesia da Bobadela do Município de Loures, freguesia que tinha 3,57 km² de área e 8 839 habitantes (2011), e, portanto, uma densidade demográfica de 2 475,9 hab/km². 
A Freguesia da Bobadela foi extinta em 2013, tendo sido agregada às Freguesias de Santa Iria de Azoia e de São João da Talha para criar a nova União das Freguesias de Santa Iria de Azoia, São João da Talha e Bobadela.
Antes, em 1997, a povoação de Bobadela havia sido elevada à categoria de vila.

## Geografia
Localizada na zona oriental do município, a Freguesia de Bobadela era banhada pelos rios Tejo (a leste) e Trancão (a sul e a oeste), sendo que este último a separava de Unhos (a oeste) e de Sacavém (a sul e sudoeste); a norte e noroeste fazia fronteira com São João da Talha, da qual se desmembrou e a que se agregou depois.
Além da vila de Bobadela, englobava ainda os bairros da Bela Vista, da Cortiça, da Figueira, dos Fojos, da Petrogal, dos Telefones e dos Covões.

## População
| População da freguesia da Bobadela | População da freguesia da Bobadela | População da freguesia da Bobadela | População da freguesia da Bobadela | População da freguesia da Bobadela | População da freguesia da Bobadela | População da freguesia da Bobadela | População da freguesia da Bobadela | População da freguesia da Bobadela | População da freguesia da Bobadela | População da freguesia da Bobadela | População da freguesia da Bobadela | População da freguesia da Bobadela | População da freguesia da Bobadela | População da freguesia da Bobadela |
| ---------------------------------- | ---------------------------------- | ---------------------------------- | ---------------------------------- | ---------------------------------- | ---------------------------------- | ---------------------------------- | ---------------------------------- | ---------------------------------- | ---------------------------------- | ---------------------------------- | ---------------------------------- | ---------------------------------- | ---------------------------------- | ---------------------------------- |
| 1864                               | 1878                               | 1890                               | 1900                               | 1911                               | 1920                               | 1930                               | 1940                               | 1950                               | 1960                               | 1970                               | 1981                               | 1991                               | 2001                               | 2011                               |
|                                    |                                    |                                    |                                    |                                    |                                    |                                    |                                    |                                    |                                    |                                    |                                    | 9 041                              | 8 577                              | 8 839                              |

Criada pela Lei n.º 68/89  ,  de 25 de Agosto, com lugares da freguesia de S.João da Talha

## História
Embora a freguesia da Bobadela seja de criação recente (separou-se em Agosto de 1989 da freguesia de São João da Talha), o topónimo reflecte uma origem antiga: parece provir do árabe budel, que significa «porta franca» (subentenda-se, uma porta de acesso a Lisboa, através da ponte sobre o Trancão), ou mais provavelmente do nome Abu 'Abd Allah (em árabe, «filho do servo de Deus»).
Aqui passou algumas temporadas O rei D. Manuel I, aquando de surtos periódicos de peste negra ocorridos na capital durante o seu reinado, sendo na altura esta terra conhecida pela pureza das suas águas, consideradas medicinais.
A Bobadela conheceu um elevado desenvolvimento económico durante o século XX, a que se associou um grande crescimento demográfico. Isso viria a conduzir à criação da paróquia eclesiástica em 1985, da freguesia civil em 25 de Agosto de 1989 e da elevação da sua sede, a povoação de Bobadela, ao estatuto de vila em 4 de Junho de 1997.

## Património
- Lápide com bobo
- Instituto Tecnológico e Nuclear / Campus Tecnológico e Nuclear do Instituto Superior Técnico (Pólo de Loures do IST)
- Palácio dos Condes de Mendia

## Heráldica
A Freguesia de Bobadela usava a seguinte bandeira e brasão de armas:
Um escudo de púrpura, com cabeça de bobo de ouro e uma roda dentada de vermelho, debruada de prata, alinhadas em faixa. Em chefe, coroa mariana de ouro, entre dois ramos de oliveira de prata, frutados de negro. Contra-chefe ondado de prata e azul de cinco peças. Uma coroa mural de prata de quatro torres. Um listel branco, com a legenda de negro, em maiúsculas: «BOBADELA – LOURES». Bandeira esquartelada de amarelo e vermelho; cordões e borlas de ouro e vermelho.

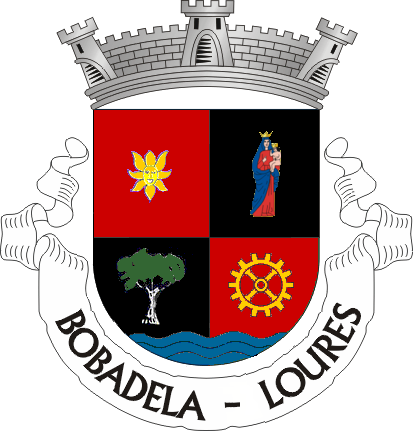
Antigo brasão da Bobadela.

Até à elevação da sua sede a vila, a Bobadela usava o seguinte brasão:
Um escudo esquartelado: I de vermelho, cabeça de bobo de ouro; II de negro, com imagem de Nossa Senhora dos Remédios, vestida de vermelho e coroada de prata; III de negro, com oliveira arrancada de prata e folhada de verde; IV de vermelho, com roda dentada de ouro. Em contra-chefe, três faixas ondadas de azul. Uma coroa mural de prata de três torres. Um listel branco, com a legenda de negro, em maiúsculas: «FREGUESIA DE BOBADELA» (ou «BOBADELA - LOURES»). Bandeira esquartelada de amarelo e vermelho; cordões e borlas de ouro e vermelho.